# Jinno Takuya
Jinno Takuya (sinh ngày 1 tháng 6 năm 1970) là một cầu thủ bóng đá người Nhật Bản.

## Đội tuyển bóng đá quốc gia Nhật Bản
Jinno Takuya được triệu tập vào đội tuyển Nhật Bản tham dự Cúp bóng đá châu Á 1992.